# Cruzado (Portogallo)

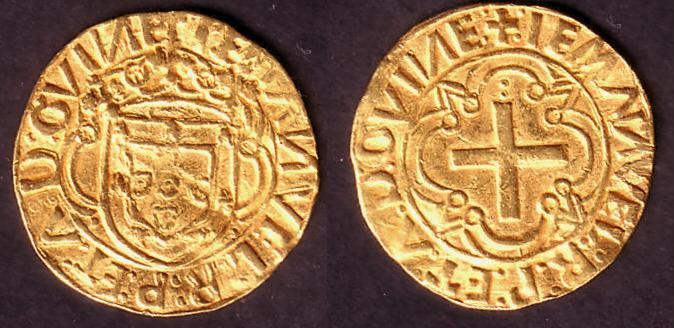
Cruzado aureo del tempo del re Manuele I (1496–1521)

Cruzado è il nome di due storiche monete portoghesi, coniate in oro dal XV secolo e in argento dal XVII secolo fino al XIX. Le monete auree, dette Portuguez, furono molte volte coniate nell'Europa del nord su imitazione della moneta portoghese da 10 cruzado.

## Antefatti
Poiché in Europa l'oro era molto più raro dell'argento, nel medioevo nell'intero continente vi erano solo poche monete auree in circolazione. L'oro proveniva in Europa principalmente attraverso commerci dall'Africa subsahariana. A seguito dei viaggi di scoperta dei portoghesi, che fin dall'inizio del XV secolo cercavano sistematicamente una via marittima verso le Indie attorno all'Africa, si sviluppò la capitale portoghese di Lisbona come centro del commercio europeo dell'oro. Attraverso la filiale di Arguin, sulla costa occidentale dell'attuale Mauritania, fluivano grandi quantità di metalli preziosi verso il Portogallo. Ciò consentì alla Corona portoghese di coniare proprie monete auree, che erano molto richieste in tutta Europa e ampiamente imitate.

## Cruzado d'oro

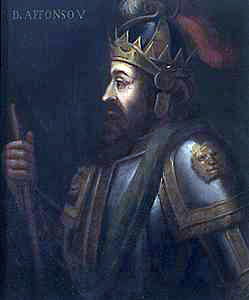
Re Alfonso V del Portogallo fa coniare per la prima volta nel 1457 i cruzado

Re Alfonso V del Portogallo nel 1457 fece coniare per la prima volta l'aureo Cruzado de Ouro con un titolo del 989 ‰. Esso mostrava sul recto lo stemma del Portogallo e sul verso la Croce di San Giorgio, dalla quale la moneta prese il nome. La scritta intorno IN HOC SIGNO VINCES fu una reazione all'appello di papa Callisto III alla crociata dopo l'Assedio di Costantinopoli da parte degli Ottomani nel 1453. Il cruzado doveva sostituire l'italiano ducato, che fino a quel momento rappresentava la comune moneta aurea.
Il cruzado rimase per circa un secolo la più importante unità monetaria per il commercio del Portogallo ed era prontamente accettato sia dal mondo cristiano che dai commercianti musulmani. La moneta cruzado fu coniata per l'ultima volta nel 1555.
Il valore del cruzado si misurava con l'argenteo real. Sotto Alfonso V un Cruzado de Ouro corrispondeva inizialmente a 253 Real.
Nel 1472 il suo valore fu fissato a 324 Real e nel 1489 a 380. Il re Manuele I del Portogallo, sotto il cui regno il Portogallo salì finalmente a potenza marittima, nel 1496 elevò il valore della moneta a 390 e nel 1517 infine a 400 Real. Manuele I fece per la prima volta coniare anche il cosiddetto Portuguez, una moneta del valore di 10 cruzado, che dapprima valse 3900 Real e poi 4000. Per confronto: con un cruzado o 400 Real nella Lisbona della fine del secolo XV si acquistavano circa 325 litri di grano. 

### Portugaleser
Poiché la corona portoghese con il suo marchio sulla moneta aurea garantiva il peso in oro e la purezza della moneta da 10 cruzado, il Portuguez era molto apprezzato anche nelle città mercantili del nord Europa come unità di compensazione e di investimento. Dalla sua immagine Amburgo coniò nel XVI e XVII secolo monete auree da 2½, 5 e 10 ducati, che furono indicati come Portugaleser e sul verso riportavano anch'essi una croce. Monete con questo nome circolavano anche in Schleswig-Holstein, Danimarca, Svezia e nel Principato Elettorale di Sassonia.
Poiché le ordinaze monetarie imperiali in Germania ancora permettevano solo fiorini e ducati come monete auree, i Portugaleser, nella metà del XVII secolo andarono gradualmente in disuso. Dal 1676 essi vennero coniate solo più come medaglie del valore di 10 ducati. La città anseatica di Amburgo apprezza ancor oggi il Portugaleser come medaglia onorifica, per speciali impegni onorifici o per ospiti stranieri dello stato.

## Cruzado de Prata
Nel periodo dal 1580 al 1640, quando il Portogallo si trovava in unione personale con la Spagna, iniziò il declino del Portogallo come potenza marittima. Quando il Paese dopo una ribellione guadagnò nuovamente la propria indipendenza, le sue finanze erano dissestate e Lisbona aveva perso la sua posizione di metropoli dei commerci rispetto ad Anversa, Amsterdam e Londra. Causa la carenza di oro il nuovo re portoghese  Giovanni IV del casato di Braganza, coniò dal 1643 il Cruzado de Prata, una moneta in argento.
Anche il suo valore fu allora stabilito per legge, dapprima in 400 Real, dal 1663 in 500 e dal 1688 in 480. Il cruzado argenteo da 500 Real ai tempi di Alfonso VI del Portogallo pesava 17,9 grammi e aveva un diametro di 37 millimetri. Sul recto mostrava lo stemma portoghese e la scritta ALPHONSVS VI.DG REX PORTVGALI (Alfonso VI re del Portogallo per Grazia di Dio). Sul verso era nuovamente coniata la croce con la scritta intorno IN HOC SIGNO VINCES. Nel 1808 comparve, sotto il principe reggente Giovanni VI, un errore di conio: VINECS anziché VINCES. A seguito dell'introduzione del Sistema metrico decimale in Portogallo, il conio del cruzado fu interrotto dal 1835.